# 3945 Gerasimenko
3945 Gerasimenko eller 1982 PL är en asteroid i huvudbältet som upptäcktes den 14 augusti 1982 av den rysk-sovjetiske astronomen Nikolaj Tjernych vid Krims astrofysiska observatorium på Krim. Den har fått sitt namn efter den ukrainsk-tadzjikiska astronomen Svitlana Ivanivna Herasymenko (ryska: Svetlana Ivanovna Gerasimenko).
Asteroiden har en diameter på ungefär nitton kilometer.